# Örjan
Örjan är ett gammalt svenskt mansnamn som ursprungligen kommer ur det lågtyska namnet Jurian eller Jurien som i sin tur var en variant av Georg. Betydelsen är "jordbrukare" eller "bonde". 
Namnet har funnits i Sverige sedan medeltiden (Yrian). Det helgon som på andra håll i Europa kallades för S:t Georg kallades här Sankt Örjan eller Riddar Örjan, (numera normalt Sankt Göran), och var mycket populärt i Sverige vid denna tiden. Namnet övergick redan på 1500-talet i namnformen Jöran eller Göran, och den ursprungliga formen blev därefter mycket ovanligt. Vid mitten på 1900-talet hade det dock en popularitetsperiod. 
Det fanns 31 december 2019 totalt 5 709 personer i Sverige med förnamnet Örjan, varav 3 047 hade det som tilltalsnamn. År 2003 fick 7 pojkar namnet, men ingen fick det som tilltalsnamn. 
Namnsdag: I Sverige 9 juli  (Sedan 1993. 1986-92: 7 januari). I den finlandssvenska namnsdagslängden har Örjan namnsdag 23 april sedan 1973.
| Land          | Bland landets män | Bland landets män | Bland landets män | Bland pojkar | Bland pojkar | Bland pojkar | Bland pojkar |
| Land          | Antal             | Procent           | Ranking           | Antal        | Procent      | Ranking      |              |
| ------------- | ----------------- | ----------------- | ----------------- | ------------ | ------------ | ------------ | ------------ |
| Norge Ørjan   | 3 511 (2006)      | 0,15 %            | 151.              | 45 (2006)    | 0,15 %       | 140.         |              |
| Sverige Örjan | 5 937 (2010)      | 0,0634 %          | 235               | - (2010)     | -            | (> 100.)     |              |

I Finland har sammanlagt 41 män döpts till Örjan under perioden 1920-2008 (denna siffra kan även inkludera avlidna personer).

## Varianter
- George (engelska)
- Jöran/Göran (svenska)
- Jörgen/Jørgen (svenska/danska)
- Jürgen (tyska)
- Jorge (spanska/portugisiska)
- Jori/Jyri/Jyrki/Yrjö (finska)

## Personer med namnet Örjan
- Örjan Blomquist, svensk längdåkare och vasaloppssegrare 1988
- Örjan Fahlström, svensk kompositör
- Örjan Gerhardsson, svensk författare, grundare av Bokförlaget Bakhåll
- Örjan Karlsson, svensk basist i pojkbandet The Pinks
- Örjan Kihlström, svensk travkusk
- Örjan Lindberger, svensk litteraturhistoriker
- Örjan Martinsson, svensk fotbollsspelare
- Örjan Modin, svensk bandyspelare
- Örjan Nordling, svensk prisbelönt typsnittsdesigner
- Örjan Ouchterlony, svensk professor i bakteriologi
- Örjan Persson, svensk fotbollsspelare
- Örjan Ramberg, svensk skådespelare
- Örjan Sandler, svensk tävlingsskrinnare, OS-brons 1968
- Örjan Sölvell, svensk professor i företagsekonomi
- Örjan Wallqvist, svensk socionom, journalist, chefredaktör